# Axl Rose
Pour les articles homonymes, voir Axl, Rose, William Bailey (homonymie), Bailey et William Rose.
 (août 2016).
Axl Rose, né William Bruce Rose, Jr. le 6 février 1962 à Lafayette (Indiana), est un musicien américain, connu pour être le chanteur et compositeur du groupe de hard rock américain Guns N' Roses. Il en est l'un des membres emblématiques, avec Slash, Duff McKagan, Izzy Stradlin et Steven Adler. En 2016, il rejoint provisoirement AC/DC pour remplacer Brian Johnson forcé au repos. 

## Biographie

### Enfance
Né sous le nom William Bruce Rose, Jr. à Lafayette dans l'Indiana le 6 février 1962, il est le fils de Sharon E. Lintner, qui a alors seize ans, et de William Bruce Rose, qui en a vingt. Il est d'ascendance écossaise et allemande. Alors que William Rose a deux ans, son père abandonne sa famille. En 1965, sa mère rencontre Stephen L. Bailey une nuit à son église et se marie avec lui peu de temps après. Elle change alors le nom de son fils en William Bruce Bailey, du nom de famille de son nouveau mari. Ensemble ils ont une fille, Amy, et un fils, Stuart. Axl Rose déclare par la suite que son demi-frère, sa demi-sœur et lui étaient souvent victimes de violence physique de la part de Bailey. Enfant, Rose pense que Bailey est son père biologique. Il déclare, dans une interview au magazine Rolling Stone en avril 1992, que durant son enfance, il croyait que les femmes et la sexualité étaient le mal et que, en raison de ce que faisait subir son beau-père à sa mère, il pensait que la violence conjugale était normale dans les familles,.

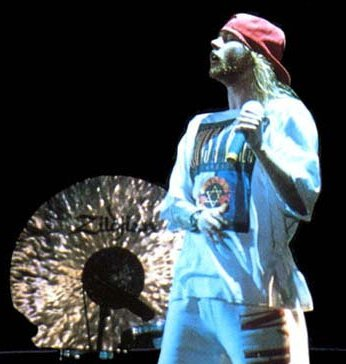
Axl Rose en concert à Tel Aviv-Jaffa, en mai 1993.

Bailey est profondément religieux, et Rose et sa famille fréquentent une église Pentecôtiste où il faut assister aux offices trois à huit fois par semaine. Il chante à l'église depuis l'âge de cinq ans, et joue aussi pendant les offices avec son demi-frère et sa demi-sœur dans le Bailey Trio. Axl Rose s'implique et enseigne à l'école du dimanche. En plus de chanter à l'église, il participe aux chœurs de son collège et apprend le piano.
À dix-sept ans, il tombe sur les papiers de sa mère et découvre la vérité sur son père. Il prend alors pour pseudonyme son nom de naissance, William Rose : pour l'état civil il reste William Bailey. Cependant il se fait appeler « W. Rose », parce qu'il ne veut pas partager le même nom que son père adoptif.
Il a beaucoup de problèmes avec la police et est arrêté plus de vingt fois pour ivresse publique et agression.
Rose rencontre le futur guitariste de Guns N' Roses, Izzy Stradlin, dans une école de conduite. Les deux montrent le même amour pour la musique rock et commencent à jouer ensemble dans des groupes. Stradlin quitte finalement Axl Rose et l'Indiana pour aller à Los Angeles et se concentrer sur la musique.
Les autorités de Lafayette menacent de classer Rose comme criminel régulier dans ses dernières années d'adolescence. Alors qu'il a dix-sept ans, sur les conseils d'un avocat, il quitte l'Indiana, fait de l'auto-stop et prend des bus à travers le pays. Il revient ensuite de temps en temps en Indiana pour rendre visite à sa famille mais quitte l'État pour de bon en décembre 1982 et déménage à Los Angeles.
Rose adopte finalement le nom W. Axl Rose, Axl étant le nom d'un groupe dans lequel il joue, et retrouve Stradlin. Rose change légalement son nom en W. Axl Rose en 1986,, et se tatoue le surnom sur le bras. Une légende voudrait que le nom Axl Rose soit l’anagramme d'oral sex (ce qui est vrai) et aurait été choisi pour cette raison (ce qui est nettement moins sûr).

### Carrière

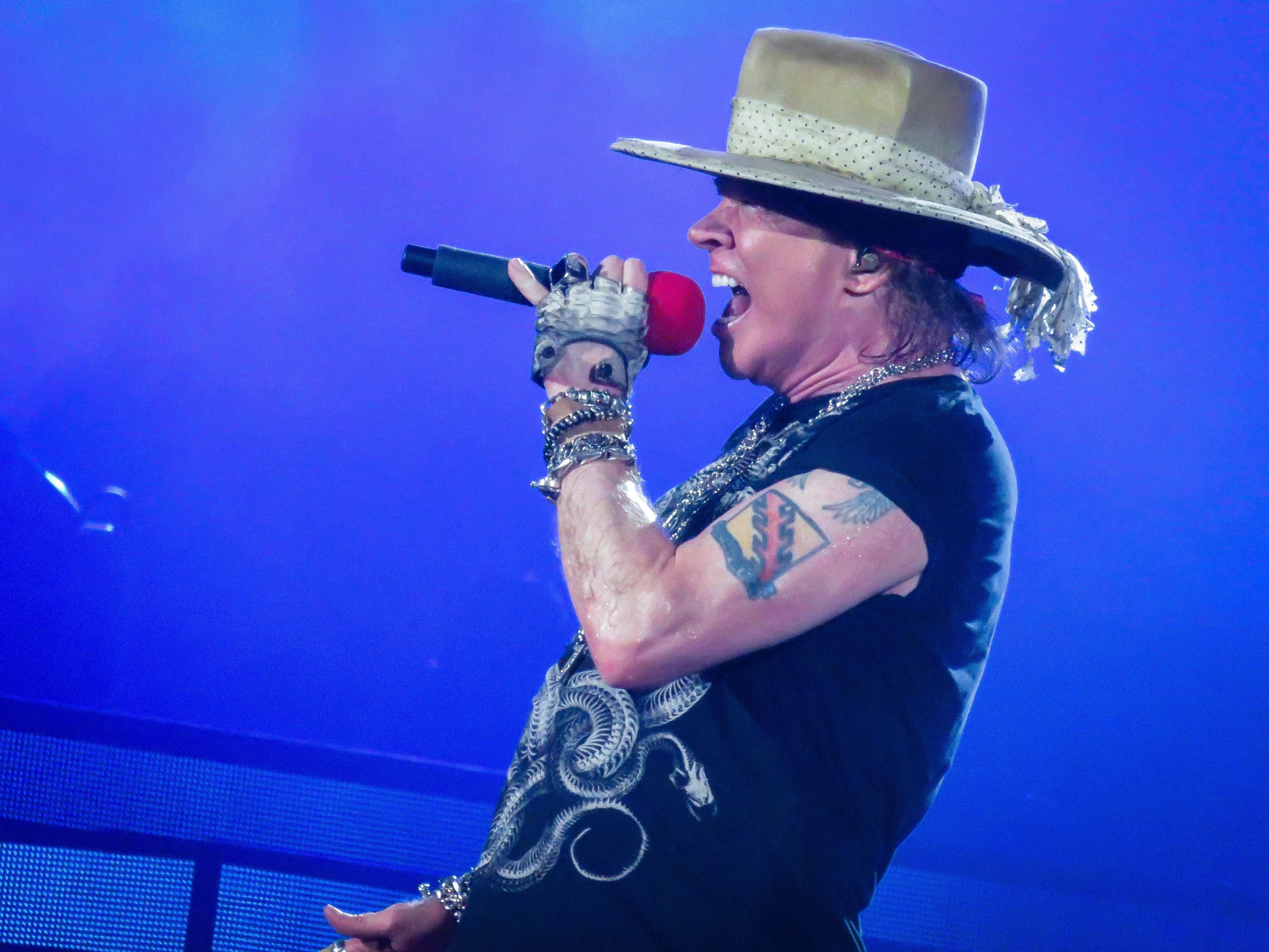
Axl Rose en concert avec les Guns N' Roses le 30 novembre 2016.

#### Guns N' Roses
Après avoir fait partie de plusieurs groupes comme Hollywood Rose avec Izzy Stradlin (anciennement A-X-L puis ROSE), il forme Guns N' Roses en 1985. Leur premier EP est un faux live de quatre chansons intitulé Live ?!*@ Like A Suicide.
Durant cinq ans, Axl Rose vit au jour le jour, comme un sans-abri, jusqu'à la sortie en 1987 du premier album du groupe, Appetite for Destruction, qui amène une relative notoriété au groupe. Un an plus tard, MTV décide de diffuser le clip de la chanson Sweet Child O' Mine, tiré de cet album. Le single en question, ainsi d'ailleurs que l'album lui-même, se hissent alors en tête des charts. À cette époque, le groupe prenant énormément d'ampleur, Axl commence à avoir de nombreux problèmes relationnels et cause à plusieurs reprises des troubles à l'ordre public.
En avril 1992, Axl Rose chante lors de The Freddie Mercury Tribute, en solo sur We Will Rock You et en duo avec Elton John sur Bohemian Rhapsody.
Vers 1996, Axl devient seul maître à bord de Guns N' Roses après le départ de tous les membres à l'exception du claviériste Dizzy Reed, et continue le groupe avec de nouveaux musiciens. Il faut attendre novembre 2008 pour que sorte le premier album de cette nouvelle formation, Chinese Democracy qui reçoit un accueil mitigé.
Guns N' Roses, avec Slash et Duff McKagan, fait son retour sur scène en avril 2016 en Californie avant d'entamer une tournée américaine en juin, Not in this lifetime Tour. Dans le cadre de cette tournée, le groupe assure le 26 juin 2018, un concert mémorable en France, au stade Matmut Atlantique de Bordeaux.

#### AC/DC

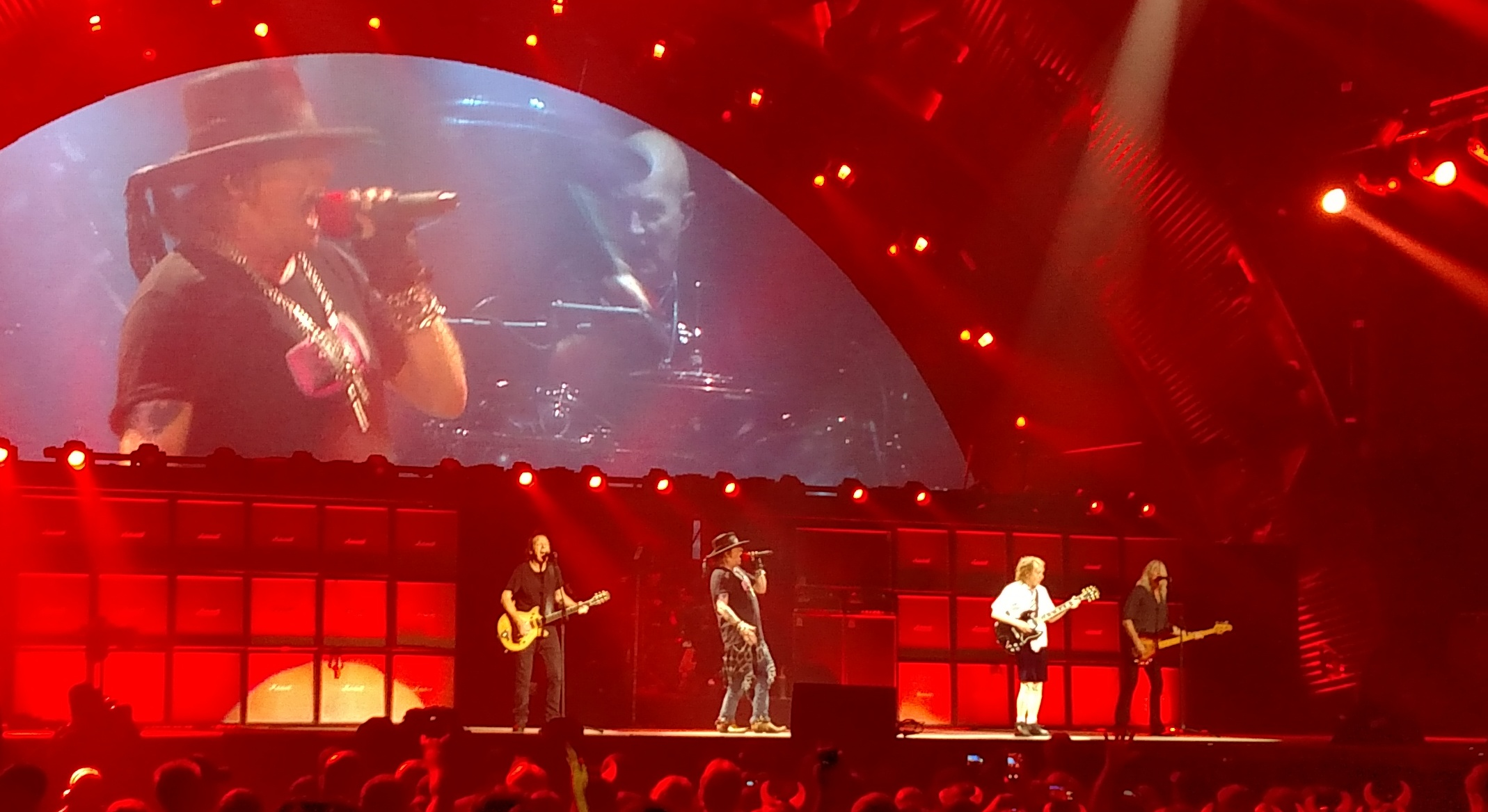
Axl Rose avec AC/DC au Verizon Center de Washington, D.C. le 17 septembre 2016 pendant la tournée Rock or Bust.

Le 16 avril 2016, un communiqué d'AC/DC annonce qu'Axl Rose est le nouveau chanteur du groupe pour les tournées européennes (du 7 mai au 15 juin) et nord-américaines (du 27 août au 20 septembre) du Rock or Bust World Tour à la suite des problèmes d'audition de Brian Johnson. Le même jour, le guitariste d'AC/DC Angus Young rejoint Guns N' Roses sur scène au festival de Coachella pour interpréter deux chansons (Whole Lotta Rosie et Riff Raff). Axl Rose débute avec AC/DC le 7 mai 2016 à Lisbonne pour un total de vingt-trois concerts.

## Controverses

### Drogues et alcool
Contrairement aux autres membres des Guns N' Roses, Axl Rose n'est pas connu pour un usage excessif de drogue. Il n'a jamais démenti la consommation de produits illicites, déclarant dans une interview en 1989 : « J'ai une constitution physique et un état d'esprit différents de tous ceux que j'ai connus à Hollywood parce que je n'évite pas la drogue, mais je ne me permets pas de prendre une habitude merdique. Je ne le permettrais pas ». Axl Rose déclare avoir arrêté l'usage de toute drogue dure lorsque le groupe est devenu célèbre.
Bien que n'étant pas connu pour des excès liés à l'alcool, Axl Rose est arrêté le 27 juin 2006 à Stockholm en Suède après une altercation avec le service de sécurité de l'hôtel où il séjourne alors. Il est accusé d'avoir mordu un agent de sécurité et d'avoir brisé un miroir très ancien dans le hall de l'hôtel lors d'un excès de rage dû à l'ivresse. Plus tard dans un communiqué de presse, il commente l'incident : « On a fait un super concert à Stockholm et je ne vais pas laisser cet incident gâcher ça. Mon assistante Beta et moi discutions dans le hall de l'hôtel avant que la sécurité ne commence à nous compliquer la vie. Mon unique préoccupation était d'être sûr qu'elle aille bien ». Après avoir passé les heures qui ont suivi dans une cellule de dégrisement de Stockholm, il reconnait toutes les charges et paye environ 6 000 dollars d'amende avant d'être relâché ; la tournée européenne d'été continue sans autre incident.

### Comportement
Axl Rose est aussi connu pour ses sautes d'humeur et a de mauvaises relations avec la presse (il adresse d'ailleurs la chanson Get in the Ring (en) à certains journalistes qui dénigrent continuellement son groupe, Guns N'Roses).
Axl Rose eut par ailleurs une altercation avec Vince Neil, chanteur de Mötley Crüe. Un jour qu'Izzy Stradlin (guitariste rythmique de Guns N' Roses) se rend dans le club de strip-tease dans lequel la compagne du moment de Vince Neil officie en tant que catcheuse dans la boue, Stradlin, un peu alcoolisé, drague la femme de Neil mais cette dernière repousse les avances. Stradlin la frappe alors au niveau de l'estomac. Lorsque Vince Neil apprend cette bagarre, il fait savoir à Stradlin qu'il est prêt à tout pour se venger. Le jour où Neil croise Izzy, une altercation a lieu. Rose intervient et empoigne Neil. Les gardes du corps séparent les deux hommes et Neil menace Rose de se venger en lui administrant la correction qu'il réservait à Stradlin plus celle qu'il mérite en s'interposant. Par la suite, Neil croisera plusieurs fois Rose mais ce dernier est toujours accompagné de ses gardes du corps. Neil le défia alors de combattre face à lui lors d'un match de boxe en direct lors du Music Award en 1991. Rose a toujours décliné l'invitation. D'après Neil, le défi tiendrait toujours.
L'incident qui a le plus marqué les esprits est celui de Saint-Louis (Missouri), en juillet 1991. Pendant le concert, Axl Rose est provoqué par un groupe de bikers aux premiers rangs, lors de la chanson Rocket Queen. Il demanda à la sécurité d'intervenir et de saisir l'appareil photo de l'un d'eux. Ces derniers n'obéissant pas aux ordres (on apprendra plus tard qu'ils étaient de mèche avec le groupe de bikers) Axl décide de prendre les choses en main et saute dans la foule pour se saisir de l'appareil et en profiter pour frapper les provocateurs. Une fois remonté sur scène il déclare « Well, thanks to the lame-ass security, I'm going home » (« Bien, merci à ces tocards de la sécurité, je rentre à la maison »), jette son micro au sol et retourne en coulisses, suivi du reste du groupe… ce qui ne manqua pas d'énerver les fans, et déclencha une émeute. Les dégâts sont estimés à plus de 200 000 $ (dont le piano d'Axl Rose, des amplificateurs, etc. ; de plus certains fans ont également essayé de voler des guitares). Emprisonné en 1992 pour cette affaire, Axl Rose doit interrompre la tournée Use Your Illusion et est interdit de séjour dans la ville de Saint Louis. Il devra payer une amende de 50 000 $.
En août 1992, lors de la tournée commune avec Metallica à Montréal, James Hetfield est victime d'un accident pyrotechnique pendant la prestation de son groupe et est emmené à l'hôpital. Axl Rose refuse de monter sur scène avant l'heure prévue et interrompit le passage de son groupe après seulement 45 minutes de spectacle. Ceci déclenche une émeute qui fera plusieurs blessés et de nombreux dégâts. Le bassiste de Metallica Jason Newsted compare le comportement d'Axl Rose en coulisse à celui de Néron regardant Rome brûler.
En 2003, il a un différend avec le groupe punk rock The Offspring et notamment son leader Dexter Holland : en guise de poisson d'avril, lors d'une interview, Holland annonça que le prochain album du groupe (à l'époque Splinter) s'appellerait Chinese Democracy (You Snooze You Lose), déclarant : « Axl a piqué mon idée des long dreadlocks alors je lui pique son titre d'album », se référant à la tournée Smash en 1995-1996. Les membres du groupe The Offspring trouvaient l'idée amusante, étant donné que l'album Chinese Democracy du groupe d'Axl Rose était en enregistrement depuis huit ans et qu'il s'annonçait comme l'un des plus chers de l'histoire de l'industrie du disque. Axl Rose ne trouva pas l'idée aussi amusante et lança des poursuites judiciaires contre le groupe. Bien que The Offspring eut légalement le droit d'utiliser le nom pour leur album, ils décidèrent de l'intituler plutôt Splinter. Dexter Holland expliqua plus tard que tout ça n'était qu'une vaste plaisanterie, et que le nom Splinter collait mieux à l'album. Sur une interview de MCM le guitariste Noodles déclara, en parlant de Chinese Democracy, « c'est vraiment un nom de disque stupide ! ».
De plus, Axl Rose arrive souvent en retard aux concerts du groupe, ce qui serait l'une des raisons du départ d'Izzy Stradlin en novembre 1991, et a souvent un comportement violent envers les paparazzi.

## Affaires judiciaire

### Violences conjugales
Rose a fait l'objet de poursuites judiciaires pour violences conjugales de la part de Erin Everly et Stephanie Seymour. Il a lui-même engagé une procédure contre cette dernière pour les mêmes raisons. Dans les deux cas, des arrangements financiers ont été trouvés.

### Accusation d'agression sexuelle et de violence
En novembre 2023, il est accusé d'avoir agressé sexuellement et d'avoir violenté Sheila Kennedy (mannequin et actrice dans les années 1980) en 1989 dans une chambre d’hôtel de New York, après une rencontre en boîte de nuit.

## Vie privée
Le 28 avril 1990 à Las Vegas, Axl Rose épouse Erin Everly, la fille du chanteur Don Everly — pour laquelle il avait écrit Sweet Child O' Mine —, avec pour contexte une relation tumultueuse et un chantage au suicide présumé de la part de Rose. Cette union est annulée en janvier 1991.
Au milieu de la même année, le mannequin Stephanie Seymour, déjà mère d'un enfant, devient sa compagne. Elle apparaît dans deux clips du groupe, Don't Cry et November Rain. Ils se séparent au début de l'année 1993.

## Jeux vidéo
- 2004 : Grand Theft Auto: San Andreas, le DJ Tommy « The Nightmare » Smith[23].

## Discographie

### Avant les Guns N' Roses
| Titre                                      | Date de sortie            | Label     |
| ------------------------------------------ | ------------------------- | --------- |
| Hollywood Rose: The Roots of Guns N' Roses | 2004 (Enregistré en 1983) | Cleopatra |

### Guns N' Roses
| Titre                    | Date de sortie | Label       |
| ------------------------ | -------------- | ----------- |
| Live ?!*@ Like a Suicide | 1986           | UZI Suicide |
| Appetite for Destruction | 1987           | Geffen      |
| G N' R Lies              | 1988           | Geffen      |
| Use Your Illusion I      | 1991           | Geffen      |
| Use Your Illusion II     | 1991           | Geffen      |
| The Spaghetti Incident?  | 1993           | Geffen      |
| Live Era: '87-'93        | 1999           | Geffen      |
| Greatest Hits            | 2004           | Geffen      |
| Chinese Democracy        | 2008           | Geffen      |

### Autres contributions
| Albums                                                                   | Artiste         | Date de sortie | Label                 |
| ------------------------------------------------------------------------ | --------------- | -------------- | --------------------- |
| The Decline of Western Civilization Part II: The Metal Years (Bande son) | Various         | 1988           | Capitol/I.R.S Records |
| The End of the Innocence                                                 | Don Henley      | 1989           | Geffen                |
| Fire and Gasoline                                                        | Steve Jones     | 1989           | Gold Mountain         |
| Not Fakin' It                                                            | Michael Monroe  | 1989           | Mercury               |
| Pawnshop Guitars                                                         | Gilby Clarke    | 1994           | Virgin                |
| Actual Miles: Henley's Greatest Hits                                     | Don Henley      | 1995           | Geffen                |
| Anxious Disease                                                          | The Outpatience | 1996           | Musikitchen           |
| The Life and Crimes of Alice Cooper                                      | Alice Cooper    | 1999           | Rhino                 |
| Angel Down                                                               | Sebastian Bach  | 2007           | EMI                   |